# فيليب أثينز
فيليب أثينز (بالإنجليزية: Philip Athans)‏ (1964)؛ روائي أمريكي.